# تاو³ مار
تاو³ مار یک ستاره است که در صورت فلکی مار قرار دارد.